# Newcastle United FC
Newcastle United Football Club (cunoscut și ca The Magpies sau The Toon) este un club de fotbal profesionist englez, cu sediul în Newcastle upon Tyne. Activează în Premier League și este al optulea club din Anglia din punctul de vedere al palmaresului, luând în considerare toate rezultatele din 1888 încoace. 
Clubul a fost fondat în 1892, după unirea a două cluburi locale, Newcastle East End și Newcastle West End, și de atunci a jucat pe St James' Park, vechiul teren al lui Newcastle West End. Suporterii lui Newcastle United se numesc pe ei înșiși „Toon Army”. Rivalii locali ai lui Newcastle sunt Sunderland A.F.C., cu care a disputat derbyul Tyne-Wear din 1898.
Pe 7 octombrie 2021, clubul a fost cumpărat pentru 300 de milioane de lire sterline (aproximativ 340 de milioane de euro) de Mohammad bin Salman. Achiziția a făcut din Newcastle cel mai bogat club din Premier League și din lume.  Yassir Al-Rumayyan, guvernatorul Fondului de Investiții Publice, a fost numit președinte executiv al clubului.

## Istorie
În noiembrie 1881, Clubul de Cricket Stanley, din Bykerul de Sud, a decis să creeze un club de fotbal, pentru a juca pe timp de iarnă, când sezonul de cricket se încheia. Cu doar un an mai târziu, în octombrie 1882, și-au schimbat numele în „Newcastle East End FC”, pentru a evita confuzia cu un club de cricket din Stanley, County Durham. Între timp, în cealaltă parte a orașului, un alt club de cricket începuse să fie interesat de fotbal, astfel încât, în august 1882, au format „Newcastle West End FC”. West End a jucat inițial fotbal pe terenul ei de cricket, dar mai târziu s-a mutat pe St James' Park. East End a trecut la profesionalism în 1889. West End, însă, a avut altă traiectorie; în primăvara lui 1892 i-au propus celor de la East End să preia clubul, deoarece conducătorii lui East End deciseseră să desființeze clubul, din cauza problemelor financiare. Până la urmă s-a decis ca jucătorii lui West End și majoritatea angajaților ei să se unească cu cei de la East End. East End au preluat de asemenea leasingul stadionului St. James' Park, ceea ce a însemnat fuzionarea definitivă a foștilor rivali. Până în decembrie 1892, se deciseseră să dea clubului un nou nume și să îi ofere o nouă imagine. La o întâlnire publică, multe nume noi, inclusiv Newcastle Rangers și Newcastle City, au fost sugerate, înainte ca toți să fie de acord cu Newcastle United.

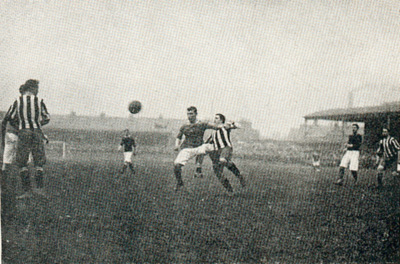
Newcastle jucând împotriva lui Woolwich Arsenal în 1906.

Newcastle United a câștigat campionatul englez de trei ori în anii '1900 : 1905, 1907, 1909. Succesul clubului a continuat în competițiile de cupă, atingând cinci finale de Cupă FA în șapte ani, 1905, 1906, 1908, 1910, 1911. Cu toate acestea, au câștigat una singură, în 1910, împotriva celor de la Barnsley, într-o rejucare pe Goodison Park. A existat și o parte mai puțin bună în această perioadă - Newcastle a pierdut cu 9-1 în fața rivalilor de la Sunderland, în cadrul sezonului 1908-1909. Sunderland consideră și azi rezultatul ca fiind victoria lor record.
După primul război mondial, au câștigat pentru a patra oară campionatul, în 1927. Echipa a ajuns în finala Cupei FA în 1924, în ceea ce a fost a doua lor finală pe stadionul Wembley. Au ieșit învingători în fața celor de la Aston Villa, câștigând astfel al doilea trofeu de Cupă FA din istorie. Jucători remarcabili din această perioadă îi includ pe Hughie Gallacher, Neil Harris, Stan Seymour și Frank Hudspeth.
De-a lungul anilor '1950, United a câștigat Cupa FA de trei ori în cinci ani. În 1951 au învins-o pe Blackpool cu 2-0, un an mai târziu pe Arsenal cu 1-0, și în 1955 pe Manchester City cu 3-1. The Magpies devenise o echipă de prestigiu, cu jucători cunoscuți, în special „Wor Jackie” Milburn și Bobby „Dazzler” Mitchell.
Un vechi luptător s-a întors la echipă pentru a o revitaliza, anume Joe Harvey, care fusese căpitanul echipei în perioada de succese din epoca postbelică. Împreună cu Stan Seymour a condus-o pe Newcastle United spre câștigarea Second Division, în 1965. Newcastle a devenit apoi o echipă imprevizibilă, lipsită de consistență, care era capabilă să învingă cele mai bune echipe din campionat, dar se împiedica de echipe considerate mai mici. 
Echipa lui Joe Harvey s-a calificat pentru Europa pentru prima dată în 1968, surprinzându-i pe mulți prin câștigarea Cupei Orașelor Târguri (mai târziu Cupa UEFA), după ce a trecut de echipe precum Sporting Lisabona, Feyenoord Rotterdam, Real Zaragoza sau Glasgow Rangers. În finală au trecut de Újpest FC, din Ungaria, în două manșe. United era o echipă redutabilă, care își continua tradiția de golgeteri, de această dată în persoana galezului Wyn Davies.
În anii ce au urmat succesului european, antrenorul Harvey a adus la echipă mai mulți jucători cu un stil spectaculos. Jucători precum Jimmy Smith, Tony Green, Terry Hibbitt, și în special atacantul central Malcolm Macdonald, au devenit favoriți ai publicului. Supranumit Supermac, Malcolm Macdonald a fost una din figurile cele mai populare ale lui Newcastle, și este iubit și astăzi de suporteri. A avut o medie de goluri impresionantă, care a contribuit la prezența echipei sale în două finale pe Wembley, a Cupei FA împotriva lui Liverpool, în 1974, și a Cupei Ligii împotriva lui Manchester City, în 1976. Cu toate acestea, în nici una din cele două nu a triumfat Newcastle. O oarecare consolare a fost câștigarea consecutivă a două Cupe Texaco, în 1974 și 1975.
La începutul anilor '1980, United intrase în declin și se zbătea în a doua divizie engleză. Gordon Lee îl înlocuise ca antrenor pe Harvey, dar la rândul său i-a cedat locul lui Richard Dinnis și apoi Bill McGarry. Dar Arthur Cox a fost cel care a redresat echipa, promovând-o în prima ligă, cu fostul căpitan al Angliei, Kevin Keegan (care semnase în 1982), conducând echipa pe teren. Cu antrenori precum Jack Charlton, Willie McFaul sau Jim Smith, Newcastle a rămas pe prima scenă, până la o nouă retrogradare în 1989.
Mai târziu, Kevin Keegan s-a întors pe Tyneside pentru a-l înlocui ca antrenor pe Osvaldo Ardiles. Contractul a fost semnat pe termen scurt, dar acea ofertă a reprezentat pentru Keegan „singurul angajament care mă putea tenta să mă întorc în fotbal”. United se zbătea pe ultimele locuri ale ligii secunde; John Hall preluase aproape complet controlul clubului, și avea nevoie de un miracol pentru a evita retrogradarea echipei în a treia ligă pentru prima dată în istoria ei. Echipa s-a salvat după câștigarea ultimelor două meciuri din ligă, acasă cu Portsmouth F.C. și în deplasare cu Leicester City, ultimul după un autogol în ultimul minut, deși jocul rezultatelor i-ar fi permis lui Newcastle chiar și o înfrângere la Leicester.
Sezonul 1992-93 a însemnat o schimbare radicală a destinului clubului. Newcastle a câștigat pentru prima dată unsprezece meciuri de campionat la rând, înainte să piardă cu 1-0 în fața celor de la Grimsby Town, aflându-se la doar două meciuri distanță de recordul englez de treisprezece meciuri câștigate la rând. Practicând un fotbal ofensiv și spectaculos, Newcastle a promovat din nou în prima ligă, după o victorie în deplasare cu 2-0, tot cu Grimsby.
Sub comanda lui Keegan, Newcastle a continuat să aibă succes, impresionând prin flerul ofensiv și un loc trei obținut în sezonul 1993-94, chiar primul de la revenirea pe prima scenă. Filozofia ofensivă a lui Keegan i-a determinat pe cei de la televiziunea Sky să-i numească „Performerii”. Sezonul următor Newcastle l-a vândut pe golgeterul Andy Cole lui Manchester United, terminând pe locul 6 în final.
Cu banii obținuți din transferuri în 1995-96, Newcastle și-a reconstruit echipa prin aducerea lui David Ginola și a lui Les Ferdinand, printre alții. Clubul a fost foarte aproape de câștigarea Premier League în acel sezon, fiind chiar la un moment dat la 12 puncte distanță de principala contracandidată, Manchester United. Îndeosebi un meci din acel sezon a ieșit în evidență, o înfrângere cu 3-4 în fața celor de la Liverpool, considerat de unii cel mai bun meci din istoria Premier League. Pe 30 iulie 1996, dezamăgirea cauzată de pierderea titlului a fost uitată într-o oarecare măsură, deoarece clubul l-a achiziționat pe Alan Shearer pentru 15 milioane de lire sterline, pe atunci un record mondial. În sezonul 1996-1997 Newcastle a terminat tot pe locul 2.
După mandatele de scurtă durată ale lui Kenny Dalglish și Ruud Gullit, fostul selecționer al Angliei, Sir Bobby Robson, a fost numit antrenor. Primul său meci a fost unul impresionant : o victorie cu 8-0 în fața celor de la Sheffield Wednesday, până în prezent victoria-record pe teren propriu. Evoluții precum aceasta au însemnat evitarea retrogradării în primul sezon al lui Robson la echipă. Newcastle a participat în lupta pentru titlu în sezonul 2001-2002, obținând calificarea în preliminariile Champions League (de pe locul 4). Cu toate acestea, Robson a fost concediat în 2004, după ce nu a obținut calificarea în Liga Campionilor. În orice caz, Robson este încă stimat de suporterii lui Newcastle.
Graeme Souness a fost înlocuitorul lui Sir Robson, dar acesta s-a dovedit a fi nepopular, și lipsa rezultatelor au dus la demiterea lui pe 2 februarie 2005, deși îl adusese pe Michael Owen pentru 17 milioane de lire sterline. Glenn Roeder l-a înlocuit pe Souness; în această perioadă Alan Shearer l-a întrecut pe Jackie Milburn în clasamentul golgeterilor all-time pentru Newcastle. Shearer s-a retras la sfârșitul sezonului 2005-2006, după ce a strâns 206 de goluri înscrise pentru club.

## Evenimente recente
Pe 23 mai 2007 omul de afaceri englez Mike Ashley a cumpărat 41,6% din acțiunile clubului, pentru 55 de milioane de lire sterline, prezentând apoi o propunere oficială de preluare. Pe 7 iunie, Freddy Shepherd și Shepherd Offshore Services Ltd. au fost de acord să-și vândă acțiunile de la Newcastle United și au emis un comunicat de presă în care le-au cerut celorlalți acționari să procedeze la fel. S-a anunțat că Shepherd ar rămâne președinte. S-a confirmat pe 15 iunie că Mike Ashley și St. James' Holdings achiziționaseră puțin peste 77% din club. Asta însemna că Mike Ashley putea scoate compania de pe lista tranzacțiilor bursiere. Pe 26 iunie, Ashley a obținut 90% din acțiunile necesare pentru preluarea clubului, transformând pe Newcastle într-unul din cele mai bogate cluburi din lume. 
Pe 16 iulie 2007, Poliția din Northumbria a confirmat că Newcastle era unul din cele trei cluburi de fotbal suspectate de acte de corupție. Un mandat de investigație a fost emis și un purtător de cuvânt al poliției din Northumbria a confirmat că se investighează situația din St James' Park. Cu toate acestea, într-o declarație oficială a clubului, Newcastle a pretins că nu clubul în sine era supus investigației, ci mai degrabă unul dintre foștii sau actualii lui angajați.
Pe 24 iulie 2007, s-a anunțat că Chris Mort l-a înlocuit pe Freddy Shepherd ca președinte.
Pe 20 august 2007, au început să apară zvonuri privind o eventuală preluare islandeză a clubului, cu Alan Shearer ca potențial investitor. Se consideră că Jon Asgeir Johannesson, liderul Baugur — care în ultimii ani a cumpărat companii englezești emblematice precum House of Fraser, Hamleys și Goldsmiths — ar fi în spatele acestor zvonuri. Chris Mort a dezmințit zvonurile, pretinzând că el și Mike Ashley aveau în vedere un proiect „pe termen lung”.
Pe 24 mai 2009, Newcastle retrogradează pentru prima oară în istoria Premier League, terminând pe locul 18, după o înfrângere în deplasare cu Aston Villa, scor 1–0.
Pe 6 aprilie 2010 Newcastle, a învins, scor 2-1, pe Sheffield United, în etapa a 42-a a ligii secunde engleze, astfel și-a asigurat promovarea în Premier League, beneficiind de remiza dintre Nottingham Forest și Cardiff, scor 0-0.

## Palmares

### Trofee naționale
Campionat 
- First Division/Premier League  :  
  -  Campioană (4) : 1904–05, 1906–07, 1908–09, 1926–27
  - Vicecampioană (2): 1995–96, 1996–97
  - Locul 3 (4): 1901–02, 1911–12, 1993–94, 2002–03
- A doua divizie:
  -  Campioană (4) : 1964–65, 1992–93, 2009–10, 2016–17
  - Vicecampioană (2): 1897–98, 1947–48

Cupe
- Cupa Angliei: 
  -  Câștigătoare (6) : 1909–10, 1923–24, 1931–32, 1950–51, 1951–52, 1954–55
  - Finalistă (7): 1904–05, 1905–06, 1907–08, 1910–11, 1973–74, 1997–98, 1998–99
- Cupa Ligii Angliei/League Cup:
  - Câștigătoare (1): 2024–25
  - Finalistă (2): 1975–76, 2022–23
- Supercupa Angliei/FA Charity/Community Shield: 
  -  Câștigătoare (1) : 1909
  - Finalistă (5): 1932, 1951, 1952, 1955, 1996

### European
- Cupa Orașelor Târguri
  -  Campioană (1) : 1968-69
- Cupa UEFA Intertoto:
  - Campioană: 2006

## Lotul actual
La 18 august 2025.
| Nr. |           | Poziție | Jucător             |
| --- | --------- | ------- | ------------------- |
| 20  | Suedia    | A       | Anthony Elanga⁠(d)   |
| 21  | Anglia    | F       | Tino Livramento⁠(d)  |
|     | Anglia    | F       | Kieran Trippier     |
| 3   | Anglia    | M       | Lewis Hall⁠(d)       |
| 18  | Danemarca | A       | William Osula⁠(d)    |
| 67  | Anglia    | M       | Lewis Miley⁠(d)      |
| 23  | Anglia    | M       | Jacob Murphy⁠(d)     |
| 22  | Anglia    | P       | Nick Pope           |
| 6   | Anglia    | F       | Jamaal Lascelles⁠(d) |
| 13  | Anglia    | F       | Matt Targett⁠(d)     |
| 7   | Brazilia  | A       | Joelinton⁠(d)        |
| 14  | Suedia    | A       | Alexander Isak      |
| 32  | Anglia    | P       | Aaron Ramsdale      |

| Nr. |               | Poziție | Jucător           |
| --- | ------------- | ------- | ----------------- |
| 11  | Anglia        | M       | Harvey Barnes⁠(d)  |
| 28  | Anglia        | M       | Joe Willock⁠(d)    |
| 8   | Italia        | M       | Sandro Tonali⁠(d)  |
| 10  | Anglia        | M       | Anthony Gordon    |
| 33  | Anglia        | F       | Dan Burn⁠(d)       |
| 17  | Suedia        | F       | Emil Krafth⁠(d)    |
| 4   | Țările de Jos | F       | Sven Botman⁠(d)    |
| 39  | Brazilia      | M       | Bruno Guimarães   |
| 41  | Anglia        | M       | Jacob Ramsey⁠(d)   |
| 5   | Elveția       | F       | Fabian Schär⁠(d)   |
| 29  | Anglia        | P       | Mark Gillespie⁠(d) |
| 12  | Germania      | F       | Malick Thiaw⁠(d)   |

### Jucători împrumutați
| Nr. |        | Poziție | Jucător                                            |
| --- | ------ | ------- | -------------------------------------------------- |
|     | Spania |         | Antonio José Cordero Campillo⁠(d) (la KVC Westerlo) |

| Nr. |        | Poziție | Jucător                                 |
| --- | ------ | ------- | --------------------------------------- |
|     | Grecia |         | Odysseas Vlachodimos⁠(d) (la Sevilla FC) |